# Jamie Heward
Jamie Heward (Regina, 1971. március 30. –) kétszeres világbajnok kanadai válogatott jégkorongozó, edző.

## Pályafutása

### Játékosként
Heward 1971-ben született, Regina városában, Kanadában. 1987 és 1991 között szülővárosának csapatában, a Regina Patsben jégkorongozott, 1991 és 1994 között előbb a Muskegon Lumberjacks, majd a Cleveland Lumberjacks játékosa volt. 1995-ben a kanadai válogatott tagjaként világbajnoki bronzérmet szerzett. 1995-ben leigazolta az NHL-ben szereplő Toronto Maple Leafs csapata, az NHL-ben 1996 februárjában mutatkozott be. 2002-ben Svájcba igazolt, ahol egy-egy idényt töltött el a Genève-Servette, a ZSC Lions és az SCL Tigers csapatainál. 2003-ban és 2004-ben világbajnok lett a kanadai válogatottal, habár utóbbi tornán nem játszott egy percet sem. 2005-ben visszatért az Egyesült Államokba, ahol a Washington Capitals játékosa lett. A 2007-2008-as szezonban az orosz SKA Saint Petersburg színeiben jégkorongozott. 2009-ben az NHL-es Tampa Bay Lightning csapatától vonult vissza.

### Edzőként
Heward 2012 és 2018 között a Western Hockey League-ben szereplő Swift Current Broncos másodedzője volt. 2020 óta az AHL-ben szereplő Henderson Silver Knights másodedzője.

## Fordítás
- Ez a szócikk részben vagy egészben  a   Jamie Heward című angol Wikipédia-szócikk fordításán alapul.  Az eredeti cikk szerkesztőit annak laptörténete sorolja fel. Ez a jelzés csupán a megfogalmazás eredetét és a szerzői jogokat jelzi, nem szolgál a cikkben szereplő információk forrásmegjelöléseként.